# Disenchantment
Disenchantment (englisch für Enttäuschung oder Entzauberung) ist eine US-amerikanische Zeichentrickserie, die von Matt Groening geschrieben wurde. Nach Die Simpsons und Futurama ist Disenchantment Groenings dritte Animationsserie sowie seine erste Serie, die nicht für Fox, sondern für Netflix produziert wird.
„Teil 1“ bestehend aus zehn Folgen, wurde am 17. August 2018 veröffentlicht. Die verbleibenden zehn Episoden, „Teil 2“, erschienen am 20. September 2019. Im Oktober 2018 verlängerte Netflix die Serie um eine zweite Staffel, „Teil 3 und 4“, aus 20 Episoden. Diese wurde ebenfalls in zwei Teilen am 15. Januar 2021 und 9. Februar 2022 veröffentlicht. Mit einer dritten Staffel, „Teil 5“, aus 10 Episoden schließt die Serie.
Mit der Unterteilung der Geschichte aus der ersten Staffel in fünf Teile umgeht Netflix laut Lesley Goldberg vom Hollywood Reporter die bei einer neuen Staffel übliche Erhöhung der Gagen für Kreative und Besetzung.
Netflix selbst empfiehlt ein Mindestalter von 12 Jahren.

## Handlung
Im mittelalterlichen Königreich Dreamland angesiedelt, handelt die Serie von der trinkfesten Prinzessin namens Bean und ihren Freunden, einem Dämon namens Luci sowie Elfo, einem Halbelfen, die gemeinsam Abenteuer erleben. Die einzelnen Episoden erzählen teilweise alleinstehende Geschichten, teilweise sind sie durch einen übergreifenden Handlungsbogen miteinander verbunden.
Bean ist die Tochter von König Zøg, dem Herrscher über Dreamland. Dessen erste Frau Dagmar, Beans Mutter, wurde vor Jahren versteinert, und nun ist er mit der amphibischen Oona verheiratet, mit der er einen Sohn namens Derek hat. In den ersten Episoden ist die Prinzessin insbesondere damit beschäftigt, für sie ausgewählte zukünftige Ehemänner abzulehnen bzw. sich ihrer zu entledigen. Derweil hat Elfo genug vom Leben im Elfenland und flieht nach Dreamland, wo Zøg versucht, mit dessen angeblich magischem Blut ein Lebenselixier erschaffen zu lassen. Nachdem herauskommt, dass Elfo nur ein Halbelf ist, wird dieser aus Dreamland verbannt und kommt in Folge ums Leben. Als Bean in den Besitz von Elfenblut kommt und damit das Lebenselixier vervollkommnen kann, erweckt sie nicht Elfo, sondern ihre Mutter Dagmar wieder zum Leben.
Nachdem Dagmar ihren alten Platz als Königin wieder eingenommen hat, versteinert sie die Bevölkerung Dreamlands und nimmt die ahnungslose Bean mit in ihre alte Heimat Maru. Ebenfalls dabei ist Luci, den Dagmar heimlich entführt hat und in einer Flasche gefangen hält. Bean kommt nach und nach ihrer Mutter auf die Schliche, und als ihr schließlich eröffnet wird, dass sie für eine Prophezeiung geopfert werden soll, flieht Bean zusammen mit Luci in die Hölle und lässt ihre Mutter scheinbar tot zurück. In der Hölle bemerken Bean und Luci, dass sich Elfos Seele im Himmel befindet und überreden ihn, ebenfalls in die Hölle zu kommen. Zu dritt fliehen sie von dort, Bean haucht Elfos Seele in seinen Körper und sie reisen nach Dreamland zurück, wo König Zøg unversteinert zurückgeblieben ist. Auf Bitten des Königs spenden die Elfen ihr Blut, um die Bevölkerung Dreamlands aus ihrer Versteinerung zu lösen. Zøg lässt sich von Oona scheiden, welche künftig als Piratin zur See fährt.
Als Bean in den Besitz einer Schusswaffe gelangt, verletzt sie damit versehentlich ihren Vater schwer. Dies nutzt der Premierminister Odval um Prinz Derek zum König zu erklären. Bean wird der Hexerei und des versuchten Mordes an ihrem Vater für schuldig gesprochen und soll zusammen mit Elfo und Luci auf dem Scheiterhaufen verbrannt werden. Doch der Scheiterhaufen fällt zusammen mit den Verurteilten in ein tiefes Loch, wo Bean auf ihre totgeglaubte Mutter Dagmar trifft.

## Figuren

Graffito von Luci (Clermont-Ferrand, 2018)

Prinzessin Bean (vollständig: Tiabeanie Mariabeanie de la Rochambeau Grunkwitz)

Die Prinzessin des Königreiches Dreamland trinkt gerne (zu) viel Alkohol, begibt sich oft in Schwierigkeiten und verhält sich allgemein wenig prinzessinenhaft. Auffällig an ihr sind die zwei Hasenzähne ihres Oberkiefers.
Elfo, der Elf

Dieser naive, kleine Elf hat sein bisheriges Leben in Elfwood verbracht. Weil er sich bei seiner Arbeit langweilt, verlässt er sein Volk und begibt sich ins Königreich Dreamland. Dort trifft er auf Bean und macht sich Hoffnungen, dass sie romantisches Interesse an ihm entwickeln wird. König Zøg lässt mit seinem Blut experimentieren, um z. B. ein Unsterblichkeitselixier herzustellen. In der Folge Elfos Geheimnis wird klar, dass Elfo nur ein halber Elf ist. Die Natur seiner Mutter wurde in Teil 4 offenbart, denn es stellt sich heraus, dass Elfos Mutter die Oger-Königin Grogda ist. Somit ist Elfo zur Hälfte ein Oger.
Dämon Luci

Luci ist Beans persönlicher „Hausdämon“. Luci kommt als Hochzeitsgeschenk in Beans Leben, welches ihr von zwei Unbekannten, die sich später als ihr Onkel und ihre Tante mütterlicherseits entpuppen, gemacht wurde, um ihr Leben ins Dunkel zu stürzen. Die beiden beobachten Lucis Einfluss auf Bean mittels einer Projektion in einer grünen Flamme, in der sie Beans Leben, wie in einem Fernseher, verfolgen. Die wenigsten erkennen, was er wirklich ist. Oft wird er für eine sprechende Katze gehalten. Luci ist Raucher.
König Zøg

Der jähzornige und dennoch liebevolle König von Dreamland, der von der Bevölkerung gefürchtet und zugleich gefeiert wird. Er kam an die Macht, nachdem sein älterer Bruder ermordet wurde. Er ist in zweiter Ehe verheiratet, nachdem seine erste Frau, die Mutter von Bean, versteinert wurde.
Königin Dagmar

Zøgs erste Ehefrau und die Mutter von Bean. Sie stammt aus einem „fernen Land“ und wurde versteinert, als sie versehentlich ihr eigenes, für den König bestimmtes, Gift einnahm.
Königin Oona

Zøgs zweite Ehefrau und die Mutter von Derek, Beans jüngerem Halbbruder. Sie stammt aus einem amphibischen Volk aus dem Land Dankmire.
Prinz Derek

Der Sohn von Zøg und Oona. Er ist Beans jüngerer, etwas tumber Halbbruder.
Odval

Premierminister von Dreamland und Berater des Königs.
Sorcerio

Hofzauberer von König Zøg.

## Synchronisation
Die deutsche Synchronisation übernahm die Berliner Synchron GmbH. Die Dialogbücher stammten von Yvonne Prieditis und Matthias Wieland, die Dialogregie führte Frank Muth, der selbst in einigen Nebenrollen zu hören ist.

### Protagonisten
| Rolle                                        | Hauptrolle | Originaler Sprecher | Deutscher Sprecher |
| -------------------------------------------- | ---------- | ------------------- | ------------------ |
| Prinzessin (bis S2) / Königin Bean (seit S2) | 1.01–      | Abbi Jacobson       | Jenny Löffler      |
| Elfo                                         | 1.01–      | Nat Faxon           | Heiko Akrap        |
| Luci                                         | 1.01–      | Eric André          | Christian Intorp   |

### Nebenfiguren
| Rolle                 | Nebenrolle                        | Originaler Sprecher | Deutscher Sprecher       |           |           |
| Dreamland             | Dreamland                         | Dreamland           | Dreamland                | Dreamland | Dreamland |
| --------------------- | --------------------------------- | ------------------- | ------------------------ | --------- | --------- |
| König Zøg Grunkwitz   | 1.01–                             | John DiMaggio       | Marko Bräutigam          |           |           |
| Prinz Derek Grunkwitz | 1.01–2.09                         | Tress MacNeille     | Benjamin Kiesewetter     |           |           |
| Odval                 | 1.01–                             | Maurice LaMarche    | Matthias Klages          |           |           |
| Sorcerio              | 1.01–                             | Billy West          | Gerald Schaale           |           |           |
| Bunty                 | 1.01–                             | Lucy Montgomery     | Eva Thärichen            |           |           |
| Stan                  | 1.01–                             | Noel Fielding       | Reinhard Scheunemann     |           |           |
| Sir Pendergast        | 1.01–2.04                         | Eric André          | Armin Schlagwein         |           |           |
| Sir Turbish           | 1.01–                             | Rich Fulcher        | Daniel Montoya           |           |           |
| Sir Mertz             | 1.01–                             | Billy West          | Sascha Krüger            |           |           |
| Vip und Vap           | 1.01–                             |                     |                          |           |           |
| Herald                | 1.01–                             | David Herman        | Imme Aldag               |           |           |
| Jester                | 1.01–                             | Billy West          | Felix Spieß              |           |           |
| Pestdoktor            | 1.01, 1.18–2.09                   |                     |                          |           |           |
| Schotte               | 1.01, 1.08, 1.10                  |                     |                          |           |           |
| Miri / Wischmop       | 1.02–1.10, 1.18–                  | Lauren Tom          | Angela Ringer            |           |           |
| Mertz Mum             | 1.08–1.09, 1.20–2.07              | Tress MacNeille     | Margot Rothweiler        |           |           |
| Sally Moonpence       | 1.08, 1.19–2.03                   | Jenny Batten        | Ellen Eichberg           |           |           |
| Alter Grabscher       | 1.09–                             | David Herman        | Axel Lutter              |           |           |
| Trixy                 | 2.01–                             | Lauren Tom          | Melinda Rachfahl         |           |           |
| Schnurrbert           | 2.05–2.09                         | Billy West          | Julian Haggege           |           |           |
| Sir Stryker           | 2.07–                             |                     | Moritz Lehmann           |           |           |
| Sir Bolt              | 2.07–                             |                     | Maik Rogge               |           |           |
| Dankmire              |                                   |                     |                          |           |           |
| Oona                  | 1.01–1.17, 2.03–2.09              | Tress MacNeille     | Gabriele Schramm-Philipp |           |           |
| Chazzzzz              | 1.04–1.10, 1.20–                  | David Herman        | Julian Tennstedt         |           |           |
| Elfwood               |                                   |                     |                          |           |           |
| König Rulo            | 1.01, 1.09–2.03, 2.09–            | Billy West          | Joachim Kaps             |           |           |
| Kussandra Kussi       | 1.01, 1.09, 1.14–1.15, 2.03, 2.10 | Jeny Batten         | Amelie Plaas-Link        |           |           |
| Superviso             | 1.01, 1.09–2.03, 2.10             | David Herman        | Fabian Oscar Wien        |           |           |
| Pops                  | 1.01, 1.09–2.03                   | Billy West          | Klaus-Peter Hoppe        |           |           |
| Pops                  | 2.11, 2.12                        | Billy West          | Harald Effenberg         |           |           |
| Schocko               | 1.01, 1.09, 1.15–2.09             |                     |                          |           |           |
| Fortgeo               | 1.13, 2.02, 2.10                  | Billy West          | Ronald Nitschke          |           |           |
| Enchanted Forest      |                                   |                     |                          |           |           |
| Sagatha               | 1.01–1.10, 2.03–2.04              | Lucy Montgomery     | Beate Gerlach            |           |           |
| Gwen                  | 1.05–1.10                         | Tress MacNeille     | Bea Tober                |           |           |
| Hänsel                | 1.05, 1.12                        | David Herman        | Werner Böhnke            |           |           |
| Gretel                | 1.05, 1.12                        | Tress MacNeille     | Karin Grüger             |           |           |
| Ursula                | 1.14                              |                     | Mareile Moeller          |           |           |
| Snarla                | 2.03–2.09                         |                     | Ana Purwa                |           |           |
| Bentwood              |                                   |                     |                          |           |           |
| Prinz Merkimer        | 1.01–                             | Matt Berry          | Christoph Banken         |           |           |
| Prinz Guysbert        | 1.01–1.02, 1.09, 2.02             | David Herman        | Martin Bergmann          |           |           |
| König Lorenzo I.      | 1.01–1.02, 2.03–2.08              | Maurice LaMarche    | Hans Hohlbein            |           |           |
| Königin Bunny         | 1.01–1.02, 2.03–2.08              |                     | Denise Gorzelanny        |           |           |
| Maru                  |                                   |                     |                          |           |           |
| Kaiser Cloyd          | 1.01–1.11                         | Rich Fulcher        | Steven Merting           |           |           |
| Entzauberin Rebecca   | 1.01–1.11                         | Lucy Montgomery     | Andrea Cleven            |           |           |
| Jerry                 | 1.01–1.12, 2.10                   | David Herman        | Klaus Lochthove          |           |           |
| Königin Dagmar        | 1.09–2.02, 2.08, 2.10             | Sharon Horgan       | Andrea Solter            |           |           |
| Steamland             |                                   |                     |                          |           |           |
| Erzdruidin            | 1.01–1.03, 1.10–2.04              | Tress MacNeille     | Sabine Walkenbach        |           |           |
| Alva Gunderson        | 2.04–2.10                         | Richard Ayoade      | Henning Nöhren           |           |           |

## Episodenliste

### Staffel 1 (Teil 1 und Teil 2)
| Nr. (ges.) | Nr. (St.) | Deutscher Titel                                           | Originaltitel                                  | Regie                    | Drehbuch                           |
| --- | --------- | --------------------------------------------------------- | ---------------------------------------------- | ------------------------ | ---------------------------------- |
| Teil 1 |           |                                                           |                                                |                          |                                    |
| 1 | 1         | Eine Prinzessin, ein Elf und ein Dämon kommen in eine Bar | A Princess, an Elf and a Demon Walk into a Bar | Dwayne Carey-Hill        | Matt Groening & Josh Weinstein     |
| Prinzessin Tiabeanie „Bean“ ist die raubeinige Prinzessin von Dreamland, die unglücklich dazu bestimmt ist, Prinz Guysbert zu heiraten, den Sohn des inzestuösen Königs und der Königin von Bentwood. Bei der Durchsicht ihrer Hochzeitsgeschenke findet Bean einen Dämon namens Luci, der von zwei dunklen Magiern geschickt wurde, in der Hoffnung, Bean zum Bösen zu bekehren. Luci entpuppt sich als lebenslustige Unruhestifterin, die mit Beans misslicher Lage sympathisiert, da sie glaubt, dass die Heirat nur ein Griff nach mehr Macht durch ihren Vater, König Zøg, ist. In der Zwischenzeit verlässt Elfo, ein optimistischer Elf, desillusioniert von seinem glücklichen Leben als Süßigkeitenmacher, das Elfenreich – sehr zur Bestürzung seines Volkes. Elfo kommt rechtzeitig an, um mitzuerleben, wie Bean Guysbert abweist, der sich unglücklicherweise selbst auf ein Schwert aufspießt. Bean, Elfo und Luci fliehen, während Prinz Merkimer, der nächste in der Reihe, Bean zu heiraten, und seine Männer sie verfolgen. Die Gruppe wird von einer Fee zum Wishmaster geleitet, der sich als der Washmaster entpuppt, und hoffnungslos umzingelt, stürzen sie rückwärts von einer Klippe. |           |                                                           |                                                |                          |                                    |
| 2 | 2         | Der mit dem Schwein tanzt                                 | For Whom the Pig Oinks                         | Frank Marino             | David X. Cohen                     |
| Bean, Elfo und Luci werden von Merkimer „gerettet“, der sie zurück ins Traumland bringt. Elfo wird von Sorcerio aufgenommen, der sein Blut benutzen will, um mehr Magie zu erschaffen und damit Zøg das Elixier des Lebens erlangen kann. Auf Lucis Vorschlag hin tritt Bean an Merkimer mit der Idee heran, vor der Hochzeit einen Junggesellenabschied zu feiern. Sie entdeckt auch Zøgs und Sorcerios Plan, Elfo sein Blut zu entziehen, also benutzen sie Schweineblut, um sie zu täuschen. Beim Junggesellenabschied reist die gesamte Mannschaft zur Meerjungfraueninsel, in der Hoffnung, dass Merkimer von den Meerjungfrauen getötet wird. Stattdessen wird er von Walrossen aufgenommen, die sie vor mörderischen Borcs retten, die sich allerdings als die verbündeten Bozaks herausstellen. Bean verliert schließlich die Hoffnung; ein durstiger Merkimer entdeckt jedoch das „Elfenblut“, das zum größten Teil aus Schweineblut besteht, und Elfo überredet ihn, es zu trinken, wodurch er in ein Schwein verwandelt wird. Bean, der die Nase voll hat, prangert die Ehe an und Zøg stimmt schließlich mit seiner Tochter überein. Das verärgert den König von Bentwood und er und Zøg regeln die Dinge in einem Faustkampf, während Bean, Elfo und Luci fröhlich zusehen. |           |                                                           |                                                |                          |                                    |
| 3 | 3         | Die Prinzessin der Finsternis                             | The Princess of Darkness                       | Wes Archer               | Rich Fulcher                       |
| Während sie unter dem Einfluss von Königin Oonas Schlangenwurzel-Rauschmittel stehen, treffen Bean, Elfo und Luci auf eine Bande geschlechtsbewusster Diebe, die Bean überreden, sich ihnen anzuschließen. Auf Lucis Drängen hin bricht Bean in die Ruhestätte ihrer Vorfahren ein und stiehlt deren Wertsachen, aber die Diebe verraten sie und werden gefasst. Auf Vorschlag von Odval, dem Wesir von Zøg, beschließen sie, einen Exorzisten namens Big Jo zu engagieren, um einen Dämon aus Bean zu vertreiben, ohne zu wissen, dass Luci, die alle für eine Katze halten, Beans persönlicher Dämon ist. Big Jo gelingt es, Luci zu versiegeln und zu verlassen. Während Bean sich rein und mit sich selbst im Reinen fühlt, überzeugt Elfo sie, dass sie Luci zurückholen müssen und erfährt, dass er zusammen mit mehreren anderen Dämonen in einen Vulkan geworfen wird. Bean und Elfo rächen sich an den Dieben, indem sie deren Wertsachen an sich nehmen, und schaffen es, Big Jo zu erreichen, den sie schließlich zerstückeln und in den Vulkan werfen. Als es ihnen gelingt, Luci zu befreien, sorgt Elfo versehentlich dafür, dass Big Jos Kutsche den Berg hinunterrollt, was zum Absturz führt und alle anderen Dämonen in die Welt entlässt. |           |                                                           |                                                |                          |                                    |
| 4 | 4         | Schlossparty-Massaker                                     | Castle Party Massacre                          | David D. Au              | Jeff Rowe                          |
| Aufgrund ihres Status als Prinzessin und ihres Rufs ist Bean frustriert darüber, dass sie mit niemandem eine echte Beziehung führen kann. Zøg trinkt schließlich vergiftetes Brunnenwasser und wird von Oona in den Kurort ihres Volkes gebracht, wo ein Angestellter namens Chazzzzz beginnt, Zøg mit seinen Geschichten zu quälen. Währenddessen veranstalten die Bewohner des Schlosses eine Party. Während Bean diese nutzen will, um jemanden abzuschleppen, will Elfo die Gelegenheit nutzen, um ihr seine wahren Gefühle zu gestehen. Das Fest wird plötzlich von Wikingern überrannt, deren Anführer Sven das Interesse von Bean weckt, was Elfo verärgert. Als Bean und Sven gerade dabei sind, miteinander zu knutschen, unterbricht Elfo sie und enthüllt zufällig, dass Bean die Prinzessin ist. Sven offenbart daraufhin seine wahre Absicht, das Traumland zu übernehmen und Bean an seiner Seite regieren zu lassen. Das Trio bringt Sven dazu, den vergifteten Brunnen zu trinken und ihn und seine Wikinger loszuwerden. Sie schaffen es, die Party rechtzeitig aufzuräumen, bevor Zøg eintrifft, aber er findet abgetrennte Leichenteile im Kamin, was ihn verärgert. Bean, Elfo und Luci sehen sich in aller Ruhe den Sonnenaufgang an. |           |                                                           |                                                |                          |                                    |
| 5 | 5         | Die Prinzessin von Tittfield                              | Faster, Princess! Kill! Kill!                  | Ira Sherak               | Reid Harrison                      |
| Nach der Party schickt Zøg Bean in ein Kloster, um Nonne zu werden. Sie wird sofort rausgeschmissen und Zøg beschimpft sie als „Taugenichts“. Sie trifft sich mit ihrem Dienstmädchen Bunty, ihrem Mann Stan und ihren zahlreichen Kindern. Um ihren Lebensunterhalt zu verdienen, beschließt Bean, bei Stan, einem Henker und Folterer, in die Lehre zu gehen. Elfo bleibt bei Bunty, die ihn so sehr bemuttert, dass er in den Wald flieht. Bean lernt eine gackernde Hexe namens Gwen kennen, mit der sie sympathisiert. Als es an der Zeit ist, sie hinzurichten, bringt Bean es nicht über sich und verlässt das Königreich. Sie und Luci finden die Fußabdrücke von Elfo, der in den Wald gelaufen ist, und folgen ihnen. Dort finden sie heraus, dass er in ein Süßigkeitenhaus gegangen ist, das nun einem kannibalistischen Hänsel und Gretel gehört. Bean und Luci kommen rechtzeitig, um Elfo zu retten, und Bean tötet die Geschwister schließlich mit einer Bonbonaxt, wenn auch in Notwehr. Gwen wird plötzlich von einem Fluch geheilt und geht begnadigt weg, erwähnt aber auch, dass ihre Zwillingsschwester auf dem Dachboden des Hauses war, das in die Luft flog, so dass man ihr stattdessen sagt, sie solle verreisen und nie wiederkommen. Zøg sagt Bean, dass er stolz auf sie ist, obwohl sie droht, ihn zu töten, wenn er sich weiter über ihre Hasenzähne lustig macht. |           |                                                           |                                                |                          |                                    |
| 6 | 6         | Sumpf und Gloria                                          | Swamp and Circumstance                         | Albert Calleros          | Eric Horsted                       |
| Bean schleicht sich wieder einmal mit Elfo und Luci davon, um weitere Ausschweifungen zu begehen. Zøg hat das Gefühl, dass er Bean nicht genug zu tun gibt, und beschließt, sie zu einer Botschafterin zu machen, während die Familie nach Dankmire reist, der Heimat von Oona und ihrem Sohn Derek. Dort angekommen, muss sich die Gruppe mit den Gebräuchen der Dankmirer abfinden, die wegen eines Kanals, der gebaut wurde (und für den die Dankmirer zahlen mussten), jahrelang im Krieg mit den Dreamlanern lagen. Beide Seiten beanspruchten das Eigentum an dem Kanal, und die Kämpfe hörten auf, als Zøg Oona heiratete. Beeindruckt davon, wie Bean die Situation gemeistert hat, bittet Zøg sie, bei einem Bankett eine Rede zu halten. Vor lauter Stress, was sie sagen soll, kippt Luci etwas in Beans Getränk und sie erscheint betrunken auf dem Bankett, wo sie sich und ihre Familie erniedrigt und die Dankmirianer beleidigt, die sie aus ihrem Land vertreiben. Oona kommt wohlbehalten zurück, aber Zøg und Derek werden von Hinterwäldlern gefangen genommen und von Bean, Elfo und Luci gerettet. Zøg gibt schließlich zu, dass er stolz auf Bean ist und erlaubt ihr, zum Hay Man zu gehen, eine Veranstaltung, die er ihr anfangs verwehrt hatte. |           |                                                           |                                                |                          |                                    |
| 7 | 7         | Zarter Amoklauf der Liebe                                 | Love’s Tender Rampage                          | Peter Avanzino           | Jeny Batten & M. Dickson           |
| Während sie betrunken sind, werden Bean, Elfo und Luci von der Pestpatrouille aufgegriffen und in eine Grube geworfen. Als sie kurz davor sind, lebendig verbrannt zu werden, versucht Elfo, Bean zu küssen, aber sie weist ihn zurück. Sie schaffen es, sich zu befreien, und Elfo behauptet, dass er sie nicht küssen wollte, weil er bereits eine Freundin hat, die laut Elfo groß ist, rote Haare und ein Auge hat. Das Trio begibt sich in eine Drogenhöhle, und im Rauschzustand behauptet Bean, Elfos Freundin gesehen zu haben. Sie schickt die königliche Wache los, um sie zu suchen, und sie bringen eine Riesin zurück, die, wie sie später erfahren, Tess heißt. Tess ist verärgert darüber, dass man sie aus ihrer Heimat verschleppt hat, aber sie willigt ein, auf Elfos Scharade einzugehen, damit sie von ihm ein echtes funktionierendes Auge bekommt. Elfo benutzt schließlich eine Kristallkugel, und Tess ist plötzlich in der Lage, die Wahrheit in jedem zu sehen. Das führt dazu, dass Elfo Bean die Wahrheit sagt und ein Feuer dazu führt, dass ein Mob hinter den dreien und Tess her ist. Sie nutzen die Drogenhöhle, um den Mob zu vertreiben, und Tess verlässt das Haus, während Bean und Elfo sich endlich küssen, wenn auch in einem anderen berauschten Zustand. |           |                                                           |                                                |                          |                                    |
| 8 | 8         | Auf der Suche nach Unsterblichkeit                        | The Limits of Immortality                      | Brian Sheesley           | Patric Verrone                     |
| Während einer Parade wird Elfo von jemandem entführt und Bean wendet sich an Zøg mit dem Auftrag, ihn zu finden. Sorcerio findet zufällig ein Buch in Gwens abgebranntem Bonbonhaus und findet heraus, dass das Geheimnis des Lebenselixiers an eine Phiole namens Ewigkeitsanhänger gebunden ist. Er beschließt, Bean und Luci auf ihrer Suche zu begleiten. Sie treffen Gwen, die sie zu ihrem Ex-Mann Malfus führt, der das Lebenselixier an sich genommen hatte, nun aber als Einsiedler in einer Höhle lebt. Er führt die Gruppe an den „Rand der Welt“, wo sie auf einen weiblichen Greif mit männlichem Aussehen treffen, der sie über die Phiole informiert. Big Jo entpuppt sich als Elfo's Entführer, da er die Phiole finden kann und entführt bald darauf Bean und Luci als Druckmittel. Sie finden die Verlorene Stadt von Cremorrah mitten in der Wüste und schaffen es, die Phiole zu finden, während Big Jo und sein Assistent Porky von einem Ritter abgelenkt werden. Das Trio entkommt, indem es Big Jo in der Stadt begräbt, die sich mit Sand füllt. In der Zwischenzeit gratulieren die Magier, die Luci geschickt haben, die Zauberin und Cloyd, Bean, während sie sich auf den Untergang von Dreamland vorbereiten. |           |                                                           |                                                |                          |                                    |
| 9 | 9         | Elfos Geheimnis                                           | To Thine Own Elf Be True                       | Frank Marino             | Shion Takeuchi                     |
| Das Trio kehrt mit dem Anhänger von seinem Abenteuer zurück und versucht, mit dem Blut von Elfo Menschen wieder zum Leben zu erwecken. Doch der Anhänger funktioniert immer noch nicht. Ein Experte wird hinzugezogen und stellt fest, dass Elfo kein echter Elf ist, was Zøg verärgert, der ihn aus dem Traumland wirft. Odval erlaubt Bean und Luci, Elfo zu suchen, damit er und die Ritter ihm folgen können. Bean und Luci finden Elfo, der beschließt, sie in den Elfenwald zu bringen, wo er wieder mit seiner Sippe vereint ist. Während Bean und Luci sich unter die Elfen mischen, erfährt Elfo von seinem Vater, dass er ein Halbelf ist, wobei seine andere Hälfte ein Rätsel ist, weil sie durch die Ankunft von Zøgs Männern unterbrochen wurde. Bean, Elfo, Luci und die Elfen wehren die Ritter ab und riegeln Elfwood ab, bevor der Rest der Truppen eintreffen kann, aber der Sieg ist nur von kurzer Dauer, als ein Pfeil Elfo tödlich trifft. Zøg verrät, dass er das Elixier nicht für sich selbst wollte, sondern um Beans Mutter Dagmar wiederzubeleben, die durch ein für ihn bestimmtes Gift versteinert wurde, das aber von der jungen Bean ausgetauscht wurde. Nachdem sie bei dem Versuch, einer Elfe im Elfenwald zu helfen, echtes Elfenblut auf ihr Taschentuch bekommen hat, entscheidet sich Bean schweren Herzens dafür, den Anhänger für Dagmar statt für Elfo zu verwenden. |           |                                                           |                                                |                          |                                    |
| 10 | 10        | Dreamlands Untergang                                      | Dreamland Falls                                | Wes Archer               | Bill Oakley                        |
| Dagmar wird unter dem Jubel aller, einschließlich eines verzückten Zøg, wieder in das Königreich eingeführt. Oona empfindet sofort eine Abneigung gegen Dagmar und behauptet ihre Position. Das ganze Königreich hält ein Begräbnis für Elfo ab, doch Dagmar und Oona geraten in einen Streit, in dessen Folge Elfos Leiche ins Meer stürzt. Oona flieht und schließt eine Art Pakt mit Odval, während Zøg Derek im Turm „in Sicherheit“ bringt. Dagmar versucht, den Tag mit Bean zu verbringen und verkündet, dass sie ein Schicksal zu erfüllen hat. Zøg offenbart Luci mehr über sich selbst, z. B. wie er König wurde, als der vorherige König, Zøgs älterer Bruder Yøg, vergiftet wurde. Luci benutzt die Kristallkugel, die Tess zurückgebracht hat, um Dinge zu sehen, die in der Vergangenheit passiert sind. Die Bewohner des Königreichs werden einer nach dem anderen zu Stein, und Dagmar bringt Bean in eine geheime Bibliothek, während Luci Zøg offenbart, dass Dagmar vor all den Jahren versucht hat, ihn zu vergiften. Dagmar lässt noch mehr Gift über ganz Dreamland los, so dass alle außer Zøg und Derek zu Stein werden. Luci wird von einer unsichtbaren Gestalt gefangen genommen, wir wissen nicht, wer es ist (nur, dass es jemand aus Dagmars Team ist), nur dass es nicht Dagmar selbst ist, denn zur gleichen Zeit flieht Dagmar mit Bean auf einem Boot mit Kreaturen. In einer Post-Credits-Szene wird die Leiche von Elfo ans Ufer gespült und von mysteriösen Gestalten geborgen. |           |                                                           |                                                |                          |                                    |
| Teil 2 |           |                                                           |                                                |                          |                                    |
| 11 | 1         | The Disenchantress                                        | The Disenchantress                             | Albert Calleros          | Shion Takeuchi                     |
| Zøg fragt sich, was von Dreamland noch übrig ist. Oona steigt in Dagmars Boot, um Bean zu warnen, wird aber von Dagmar außer Gefecht gesetzt. Sie wird aus dem Boot geworfen, schnappt sich aber Dagmars Ewigkeitsanhänger und ruht am Meeresgrund an einen Anker gebunden. Bean und Dagmar kommen in Maru an, wo die Zauberin (Becky) und Cloyd sind. Sie sind in Wirklichkeit Dagmars Geschwister und Jerry, ihr Diener, ist ihr jüngerer Bruder. Dagmar erzählt Bean, dass Zøg nicht wollte, dass sie mitkommt, weil ihre Familie als mörderisch und verrückt bekannt ist; etwas, von dem Bean glaubt, dass es auch auf sie zutreffen könnte. Sie wird langsam misstrauisch gegenüber Becky und Cloyd und kommt mit Hilfe von Jerry einem finsteren Plan auf die Spur. Sie ist entsetzt, als sie erfährt, dass Dagmar diejenige war, die das Königreich in Stein verwandelt hat und dass sie nur geboren wurde, um eine satanische Prophezeiung zu erfüllen. Bean findet Luci im Keller, wo Dagmar, Cloyd und Becky sie jagen. Bean sprengt versehentlich den Keller in die Luft, als sie und Luci entkommen. Mit Hilfe einer Spionageflamme entdecken sie, dass Elfo im Himmel ist und sagen ihm, er solle buchstäblich in die Hölle fahren, damit sie ihn treffen können. Luci öffnet eine Treppe zur Hölle und Dagmar kommt an, um mit Bean zu ringen, bevor sie von Jerry niedergeschlagen wird, der langsam an einer früheren Verletzung stirbt. Bean und Luci beginnen ihren Abstieg. |           |                                                           |                                                |                          |                                    |
| 12 | 2         | Stairway to Hell                                          | Stairway to Hell                               | Dwayne Carey-Hill        | David X. Cohen                     |
| Zøg trifft Merkimer, immer noch in Form eines Schweins, und sie beschließen, zusammen abzuhängen. Die Bozaks kommen an und entführen Merkimer, während sie das Schloss plündern. Zøg gewinnt seinen Mut und seine Kraft zurück und erschlägt die Bozaks. Währenddessen ist Elfo im Himmel, als er die Nachricht von Bean und Luci erhält. Er versucht, Gott zu verärgern, aber Gott findet seine Beleidigungen eher amüsant als beleidigend. Nachdem er Jerry beleidigt hat, der im Himmel gelandet ist, schickt Gott Elfo wütend in die Hölle. Bean und Luci kommen in der Hölle an und entdecken, dass Elfo es auch geschafft hat, aber irgendwo hingeschickt wurde, um gefoltert zu werden. Bei der Suche in den Archiven werden sie von Asmodium, Lucis Vorgesetztem, konfrontiert. Luci verrät, dass er Bean und Elfo mit einem Trick in die Hölle gelockt hat, und Asmodium belohnt ihn mit einer Beförderung. Bean und Elfo werden schließlich gemeinsam gefoltert und sehen in einer Endlosschleife, wie Bean beschließt, ihre Mutter statt Elfo wiederzubeleben. Elfo ist wütend und untröstlich, dass Bean sich für ihre Mutter entschieden hat, während Bean ihm sagt, dass dies der schlimmste Fehler ihres Lebens war. Während sie sich gegenseitig und Luci beschimpfen, kommt Luci, um sie zu befreien, da er die Flügel seiner Beförderung brauchte, um aus der Hölle zu entkommen. Das Trio wird von Asmodium konfrontiert, und Luci verrät seine Freunde erneut. Asmodium verwandelt Luci in einen höherstufigen Dämon, und Luci nutzt seine neu gewonnenen Kräfte, um seine Freunde zu retten – obwohl Asmodium ihn warnt, dass er seine Unsterblichkeit verlieren wird. Die drei Freunde entkommen der Hölle durch einen Vulkan, und Luci verliert seine Flügel. Sie finden sofort Elfo's Körper und Bean setzt seine Seele wieder ein, um ihn wiederzubeleben. Die drei Freunde umarmen sich glücklich, während Gott und Jerry vom Himmel aus zusehen. |           |                                                           |                                                |                          |                                    |
| 13 | 3         | Genau das Ding                                            | The Very Thing                                 | Frank Marino             | Andrew Burrell                     |
| Bean, Elfo und Luci stellen fest, dass sie sich auf der Nixeninsel befinden. Nachdem sie die Nacht dort verbracht und eine Wellness-Behandlung bekommen haben, fahren die drei mit einem Boot, das auf der Insel zurückgelassen wurde. Sie machen sich auf den Weg, wo Elfo immer noch wütend darüber ist, dass er zugunsten von Dagmar im Stich gelassen wurde, aber er schiebt diese Gefühle inzwischen beiseite. Schließlich erreichen sie das Traumland, wo Zøg, der glaubt, dass Bean ihn verraten hat, sie mit Steinen bewirft, obwohl es ihnen gelingt, an Land zu kommen. Oona wird von Piraten gerettet, die nichts unternehmen, da ihr Kapitän kein Interesse zeigt. Sie drängt sie, ein nahe gelegenes Schiff anzugreifen und erfährt, dass der Kapitän ein Elf namens Leavo ist. Bean gelingt es schließlich, zu Zøg und Oona durchzudringen, und die Piraten kommen und fordern einen Schatz. Im Gegenzug wollen sie ihnen den Anhänger geben. Zøg schickt Elfo mit Leavo in den Kerker, um ihn außer Gefecht zu setzen, aber Leavo entdeckt etwas, das ihn fasziniert, und Elfo verrät Zøgs Plan. Leavo beschließt, ihnen trotzdem zu helfen und versammelt den Rest der Elfen, um mit ihrem Blut die Bürger des Traumlandes wiederzubeleben. Zøg und Oona beschließen, sich scheiden zu lassen, und Derek, der die ganze Zeit in einem Turm festsaß, nimmt es gut auf. Oona beschließt, der neue Piratenkapitän zu werden und verlässt Dreamland und Zøg im Guten. |           |                                                           |                                                |                          |                                    |
| 14 | 4         | Das einsame Herz ist ein Jäger                            | The Lonely Heart Is a Hunter                   | David D. Au              | Ben Ward                           |
| Bean träumt immer wieder davon, dass Dagmar sie besucht und auf einer Spieluhr spielt, die in ihrem Regal steht. Zu ihrer Verärgerung macht sie sich auf die Suche nach Hinweisen und findet im ganzen Schloss verstreute maruvianische Symbole. Sie landet in einer Höhle, aber nachdem sie die Spieluhr gehört hat, rennt sie verängstigt davon, zerbricht ihre eigene Spieluhr und wirft sie weg. Die Elfen sind in ihren eigenen Bereich des Traumlandes umgezogen, wo Elfo wieder mit Kissy zusammenkommt. Sie trifft sich mit Luci, sehr zum Leidwesen von Elfo, der die ganze Zeit versucht, Luci davon zu überzeugen, dass Kissy sich nicht für ihn interessiert. Schließlich trennt sie sich von Luci, nachdem sie gemerkt hat, dass sie sich selbst mehr liebt als ihn und die vielen anderen Dates, die sie hatte. Zøg ist traurig über sein Liebesleben und beschließt, auf die Jagd zu gehen, wo er auf Ursula trifft, eine Selkie, die sich von einem Bären in einen Menschen verwandelt. Er findet Gefallen an ihr, weil sie so wild und unzivilisiert ist. Trotz Odvals Missbilligung heißt Zøg sie im Traumland willkommen und sie verbringen einen Tag zusammen und haben Sex. Als Ursula zurück in den Wald will, behält Zøg ihren Bärenmantel, sieht aber, wie unglücklich sie ist und gibt ihn ihr zurück, obwohl sie sich bei ihm bedankt und zum Abschied winkt. Später in der Nacht schläft Bean, wacht aber mit einer neu gebauten Spieluhr auf. |           |                                                           |                                                |                          |                                    |
| 15 | 5         | Auf der Suche nach Heilung                                | Our Bodies, Our Elves                          | Wes Archer               | Adam Briggs                        |
| Am Waschtag werden die Elfen im Traumland krank, nachdem sie das schmutzige Restwasser zu sich genommen haben. Sie halten eine Versammlung ab, bei der Pops, Elfos Vater, ihnen von dem Legenberry-Baum erzählt, der alle Krankheiten heilen kann, sich aber im Besitz der Oger befindet. Sie finden einen Freiwilligen in Form von „Handsome“ Wade Brody Jr. und Elfo und Bean schließen sich ihm an, während Luci zurückbleibt, um die Elfen wieder gesund zu pflegen. Auf der Reise durch den Dschungel erfährt Elfo, dass Wade ein Schwindler ist und Lügenmärchen aus einem Buch gestohlen hat. Er lässt sie im Stich, als sie von Ranken angegriffen werden. Elfo und Bean finden das Ogerdorf, werden aber gefangen genommen und erfahren, dass Wade getötet wurde. Elfo gelingt es, zahlreiche Unholde auszuschalten und Bean zu retten. Als sie den Baum finden, kommt die Ogerkönigin und hilft ihnen heimlich beim Sammeln der Beeren und gibt ihnen einen Geheimgang zur Flucht. Als sie gehen, denkt die Königin über den Namen Elfo nach. Elfo und Bean kommen zurück und verwenden die Beeren, um alle Elfen zu heilen, wobei Pops enthüllt, dass er Elfos College-Fonds gestohlen hat. |           |                                                           |                                                |                          |                                    |
| 16 | 6         | Mission: Dreamland                                        | The Dreamland Job                              | Ira Sherak               | Jeny Batten & M. Dickson           |
| Nachdem sie in einem Fass der Schande durch die Stadt geführt wurde, ist Bean wütend auf Zøg und seine Rechthaberei, vor allem, weil er begonnen hat, die Elfen zu überfordern. Als sie das hört, bietet ein Elf namens Grifto seine Dienste an, um ihn zu bestehlen. Die beiden, die einen Zirkus besitzen, planen, aus Zøgs inzwischen vollem Geldspeicher zu stehlen und das gesamte Gold an die Elfen zurückzugeben. In der Zwischenzeit übernimmt Luci die Kontrolle über die Bar, in der sie häufig verkehren, und benennt sie in Luci's Inferno um. Bean überredet Zøg, den Elfenzirkus für sie auftreten zu lassen, und ermöglicht es so ihr, Elfo und den anderen, sich hinunterzuschleichen und das Gold zu stehlen. Während der Vorstellung gibt Zøg zu, dass es falsch war, die Elfen zu besteuern, und will das Geld zurückgeben. Als Bean zu Grifto geht, um es ihm zu sagen, verraten er und sein Zirkus sie und Elfo, indem sie enthüllen, dass sie in Wirklichkeit Trolle sind, die für sich selbst stehlen. Bean und Elfo jagen die Trolle, aber sie kommen zu spät. Zum Glück hat Luci ihren Plan durchschaut und das Gold gegen Schokoladenmünzen ausgetauscht. Während Bean, Elfo und Luci das Gold zurückbringen, badet Zøg in dem Lob der Elfen für ihn. |           |                                                           |                                                |                          |                                    |
| 17 | 7         | Deine Liebe klebt                                         | Love’s Slimy Embrace                           | David D. Au & Ira Sherak | Eric Horsted                       |
| Eine weitere Nacht voller Langeweile veranlasst Zøg, seinen Freund, den Herzog, zum Abendessen einzuladen. Um ihm aus dem Weg zu gehen, gehen Bean, Elfo und Luci in die Bar. Derek folgt ihnen, weil er einsam ist, aber Bean sagt ihm, er solle gehen, da sie ihn nicht gerne um sich hat. Bean hat schon immer eine gewisse Abneigung gegen ihren Halbbruder gehegt, weil er Zøgs Nachfolger ist, und hält ihn für einen Verlierer. Derek geht feierlich an den Strand, wo er einen kleinen einäugigen Kraken findet, den er Slimy nennt. Zøg erfährt, dass der Herzog Gicht hat. Er behauptet, wenn ein König Gicht bekommt, bedeutet das, dass er erfolgreich ist. Zøg muss Luci mit vielen ungesunden Dingen füttern, um die Krankheit zu bekommen, was zu einem weiteren Besuch des Herzogs führt, der verrät, dass ihm der Fuß amputiert wurde. Nach vier Tagen Pflege ist Slimy größer geworden und hat begonnen, Menschen zu töten, nachdem er gesehen hat, wie Derek mit Elfo spielt. Er schleppt Derek weg und Bean und Elfo rennen los, um ihn zu retten. Es gelingt ihnen, Derek zu retten und von der Monsterinsel zu entkommen. Danach ist Derek erstaunt, dass Bean ihn gerettet hat, obwohl sie gesagt hat, sie würde ihn hassen. |           |                                                           |                                                |                          |                                    |
| 18 | 8         | In ihren eigenen Worten                                   | In Her Own Write                               | Ira Sherak               | Bill Oakley                        |
| Bean hat weiterhin Albträume von Dagmar. Durch Zøg erfährt sie, dass das Königreich deshalb Traumland heißt, weil das Schloss geheimnisvolle Kräfte enthält, die Träume und Albträume beeinflussen, und dass sie diese überwinden muss. Bean geht nachts aus und stößt auf das Jittery, ein Café. Miri, eine Angestellte, überredet Bean, ihre Gefühle buchstäblich aufzuschreiben. Mit der Unterstützung von Luci beginnt Bean zu schreiben, wird aber von Merkimer und Elfo dazu inspiriert, ein Theaterstück daraus zu machen. Nachdem sie es fertiggestellt hat, ist sie schockiert, als sie erfährt, dass es Frauen nicht erlaubt ist, in Theaterstücken aufzutreten. Merkimer verkauft das Drehbuch selbst, beansprucht aber die Anerkennung als Autor. Er bezahlt Bean, aber sie ist immer noch verärgert über die Anerkennung. Odval und die Druidin informieren Zøg über das Stück und er beschließt, es sich anzusehen. Bean kommt im Jittery vorbei und beschließt, einen mündlichen Bericht über ihr Leben zu geben. Zøg gefällt das Stück nicht und er verlässt es verärgert, bleibt aber im Café, um Bean zuzuhören. Beide finden sich mit Dagmars Verrat an ihnen ab und gehen gemeinsam nach Hause. |           |                                                           |                                                |                          |                                    |
| 19 | 9         | Die Elektro-Prinzessin                                    | The Electric Princess                          | Edmund Wong              | Jamie Angell                       |
| In der Elfengasse taucht ein Drache auf und beginnt, die Stadt in Brand zu setzen. Bean und die Ritter rennen ihm hinterher, wobei Ersterer einen Pfeil abschießt. Der Drache entpuppt sich als ein riesiges mechanisiertes Luftschiff, das von einem Mann namens Skybert Gunderson geflogen wird. Skybert wird gefangen genommen, und da das Königreich nur wenig Ahnung von Wissenschaft hat, halten sie ihn für einen Zauberer und sperren ihn ein. Neugierig geworden, bricht Bean in das Gefängnis ein und hilft ihm, ein Funkgerät zu bauen, um seine Verbündeten zu kontaktieren. Sie entkommen in seinem U-Boot und fahren zurück nach Steamland, seiner Heimat. Dort angekommen, fordert Skybert Bean auf, zu bleiben, aber sie geht und erkundet Steamland und seine vielen Seltsamkeiten. Sie kommt an Skyberts Arbeitsplatz an und erfährt, dass er und seine Mitarbeiter den Sturz von Zøg planen. Bean flieht in einem der Himmelsfahrzeuge und kämpft gegen Skybert, schlägt ihn k.o. und nimmt seine Tasche an sich. Sie schafft es zurück ins Traumland, wo sie Zøg von dem Plan erzählt, aber während eines Streits über eine „Drachenpfeife“, die eigentlich eine Waffe ist, geht diese los und erschießt Zøg. Als er umfällt, eilt Bean zu ihm und weint über seine Leiche. |           |                                                           |                                                |                          |                                    |
| 20 | 10        | Tiabeanies Untergang                                      | Tiabeanie Falls                                | Peter Avanzino           | Patric M. Verrone & Josh Weinstein |
| Als Zøg weggebracht wird, um schlecht behandelt zu werden, schieben Odval und die Druidin die Schuld an seiner „Ermordung“ auf Bean. Derek wird zum König gekrönt, aber Odval ist der amtierende Regent. Während alle versuchen, Bean dazu zu bringen, zu gestehen, dass sie eine Hexe ist, macht sich Odval daran, die Herrschaft über das Königreich zu übernehmen. Derek bittet den kranken Zøg um Rat, der ihm rät, auf sein Bauchgefühl zu hören. Bei der Verhandlung agiert Luci als Beans Anwalt und die Zeugen geben alle an, dass Bean sie in irgendeiner Weise beeinflusst hat. Elfo versucht zu erklären, wie Bean in die Hölle gegangen ist, um ihn zu retten, aber seine schlechte Erklärung treibt alle weiter dazu, zu glauben, dass sie eine Hexe ist. Derek versucht später, eine Entscheidung zu treffen. Stan der Scharfrichter befreit Bean, Elfo und Luci aus dem Gefängnis und die drei gehen zu Zøg, um die Kugel zu entfernen. Sie werden gefangen genommen und sollen auf dem Scheiterhaufen verbrannt werden. Derek kann sich nicht dazu durchringen, es zu tun, also tut es Odval. Als Luci erklärt, dass er seine Unsterblichkeit verloren hat, fallen sie durch den Boden und landen in einer Katakombe. Sie werden von Unterirdischen, Trøgs genannt, und Dagmar gefunden, die noch die Spieluhr hat, als sie Bean und ihre Freunde begrüßt. |           |                                                           |                                                |                          |                                    |
| Teil 1 wurde am 17. August 2018 und Teil 2 am 20. September 2019 bei Netflix veröffentlicht. |           |                                                           |                                                |                          |                                    |

### Staffel 2 (Teil 3 und Teil 4)
| Nr. (ges.) | Nr. (St.) | Deutscher Titel                                   | Originaltitel                                  | Regie                               | Drehbuch                                                    |
| --- | --------- | ------------------------------------------------- | ---------------------------------------------- | ----------------------------------- | ----------------------------------------------------------- |
| Teil 3 |           |                                                   |                                                |                                     |                                                             |
| 21 | 1         | Ein Stockwerk über der Hölle                      | Subterranean Homesick Blues                    | Brian Sheesley                      | Ken Keeler & Patric M. Verrone                              |
| Dagmar heißt Bean, Elfo und Luci im Haus der Trøgs willkommen. Während Bean versucht, mit Luci und Elfo abzureisen, wird sie von den komplexen Tunneln daran gehindert und beschließt widerwillig zu bleiben. Sie fragt sich weiterhin, was ihre Mutter macht, und Elfo beginnt eine romantische Beziehung mit einer Trøg namens Trixie. Zøg beginnt, sich von seinen Verletzungen zu erholen, aber Odval und die Erzdruidin teilen Pendergast mit, dass sie ihn töten werden, wenn er sich vollständig erholt, obwohl er sich dagegen sträubt. Die Schurken wollen Derek benutzen, um ihre eigenen Gesetze durchzusetzen, aber auf Merkimers Vorschlag hin beschließt er, seine eigenen Regeln zu erfinden, sehr zu ihrer Bestürzung. Durch die Tunnel gelingt es Elfo, sich in das Schloss zu schleichen und Zøg mitzuteilen, dass Bean am Leben ist. Bean erfährt, dass ihr Vater noch lebt und umarmt Dagmar glücklich. Später in der Nacht sucht Bean die Höhlen weiter ab und entdeckt, dass Dagmar sich an den Gehirnen der Trøgs satt gegessen hat, solange sie noch am Leben waren. Zøg plant mit Pendergast, seine Leiche in einem Sarg abtransportieren zu lassen. Doch die Erzdruidin findet das heraus, tötet Pendergast und begräbt Zøg lebendig. |           |                                                   |                                                |                                     |                                                             |
| 22 | 2         | Du bist diese Bean                                | You’re the Bean                                | Edmund Fong                         | Jameel Saleem                                               |
| Nachdem Dagmars Geheimnis aufgedeckt wurde, landen Bean, Elfo und Luci in einem Kerker, wo sie auf den Piraten Leavo treffen, der nun gefangen ist. Nachdem das Trio mit Hilfe von Trixy entkommen ist, wird ein Plan ausgeheckt, um Beans Ähnlichkeit mit ihrer Mutter auszunutzen. Sie verkleidet sich in Dagmars Kleider und versucht, die Hilfe des Trog zu gewinnen, während Elfo Dagmar als Masseurin ablenkt. Doch die List wird aufgedeckt, obwohl es Bean gelingt, die Trogs davon zu überzeugen, dass Dagmar die Betrügerin ist. Zur gleichen Zeit versucht Zøg vergeblich, aus seinem Sarg zu entkommen, bevor er von einer Gruppe grabraubender Trogs ergriffen wird und in die Höhlen flieht, wo er Bean und die anderen findet. Leider lässt Bean ihre Tarnung auffliegen, als sie ihn umarmt, und bald versuchen sie erneut, Dagmars Griff zu entkommen. Dabei erzeugen sie ein Lichtsymbol, das sie als „die Retter“ kennzeichnet, und Bean befiehlt den Trogs, Dagmar hinauszuwerfen, doch sie entkommt, und die anderen verlassen die Höhlen. An der Oberfläche wurde unterdessen ein Walross als Lockvogel für Zøg platziert, und Derek beschließt, gegen den Willen von Odval und der Erzdruidin seine eigenen Dekrete zu verfassen. Während er sich in seinem Zimmer versteckt, findet Derek ein Buch mit einer geheimen Geschichte der Könige von Dreamland, dessen letzte Seiten herausgerissen wurden, und wird von Odval gefunden. Später in der Nacht beobachten Odval und die Erzdruidin, wie Bean und Co. aus den Höhlen klettern. |           |                                                   |                                                |                                     |                                                             |
| 23 | 3         | Wo ist die Waffe?                                 | Beanie Get Your Gun                            | Ira Sherak                          | Liz Suggs                                                   |
| Derek heißt Bean und Zøg wieder im Dreamland willkommen. Er begnadigt Bean und gibt die Krone an Zøg zurück. Zøgs unberechenbares Verhalten gibt Anlass zur Sorge, und Bean versucht, die Ursache dafür zu ergründen. Währenddessen wird Derek aus dem Schloss ausgesperrt und versucht, Freunde zu finden. Aufgrund seiner Leichtgläubigkeit wird er ausgenutzt, bis er die Fee Sagatha trifft. Sagatha und ihre Feenfreunde bringen Derek etwas Weisheit und Klugheit bei, woraufhin Derek Sagatha einen Heiratsantrag macht. Bean findet Pendergasts kopflosen Körper in seinem eigenen Spind. Ein Schuss hat seine Rüstung durchschlagen, was Bean dazu veranlasst, in die Rüstung zu greifen und eine Kugel herauszuziehen. Mit Hilfe der Kristallkugel und Ms. Moonpence durchsucht Bean das Schloss nach der Waffe. Sie versteckt die Waffe in ihrem Zimmer, nachdem sie sie in Odvals Globus gefunden hat. Derek kehrt nach Dreamland zurück, und nachdem er Zøgs Segen erhalten hat, findet eine Hochzeit für ihn und Sagatha statt. Während der Zeremonie bemerkt ein wachsamer Derek die Waffe, die im Ärmel der Erzdruidin versteckt ist, und stoppt die Hochzeit. Die Erzdruidin flieht auf einem Motorrad, lässt aber versehentlich eine Straßenkarte nach Steamland fallen. |           |                                                   |                                                |                                     |                                                             |
| 24 | 4         | Auf geheimer Mission                              | Steamland Confidential                         | Crystal Chesney-Thompson & Ed Tadem | Bill Odenkirk                                               |
| Bean und Elfo machen sich auf die Suche nach der Erzdruidin, während Luci bei Zøg (der einen Nervenzusammenbruch hat) in Dreamland bleibt. Als sie in Steamland ankommen, infiltriert Bean die Gunderson-Fabrik, um die Erzdruidin zu finden, und Elfo wird in einen gehobenen Entdeckerclub gebracht, wo er alle mit seinen vergangenen Geschichten beeindruckt, als ein seltsamer Mann eine Anstecknadel an der Kleidung bemerkt, die er gestohlen hat. In der Fabrik lernt Bean einen Mann namens Gordy kennen, während sie dort arbeitet. Schließlich findet sie heraus, dass Gordy in Wirklichkeit Alva Gunderson ist, der Gründer der Firma, und dass er ein Geschäft machen will, weil er eine Art von Magie besitzt, die mächtig ist und sich in Dreamland befindet. Er ist derjenige, der im zweiten Teil seinen Bruder Skybert nach Dreamland geschickt und die Erzdruidin angeheuert hat, um Bean ins Dampfland zu locken, obwohl er jegliche Kenntnis von den Mordtaten der Erzdruidin abstreitet und sie abführen lässt, aber nicht bevor sie Bean davor warnt, Alva zu vertrauen. In dem angesehenen Club sind die anderen Gäste von Elfo beeindruckt, bis ein Mann, der eine Freakshow besitzt, hereinkommt und Elfo für seine Sammlung mitnimmt. |           |                                                   |                                                |                                     |                                                             |
| 25 | 5         | Abnormitäten                                      | Freak Out!                                     | Raymie Muzquiz                      | Josh Weinstein                                              |
| Als Bean am nächsten Morgen aufwacht und Post von Alva erhält, öffnet sich ein Bild von den beiden, wie sie sich auf einer Brücke küssen. Sie läuft weg, und er tut alles, um sie zurückzuholen. Sie versucht dann, Elfo zu finden, der in der Freakshow gefangen gehalten wird und sich in seine Nachbarin, eine kopflose Hellseherin namens Edith, verliebt. Bean findet schließlich Elfo und befreit alle anderen aus dem Gefängnis. Als Elfo Edith befreien will, taucht der Besitzer auf und will ihn erwürgen, wird aber von Edith, die tatsächlich einen Körper hat, niedergeschlagen. Sie sagt Elfo, dass sie nicht zusammen sein können, da ein Fluch auf ihr lastet, der jedem, der sich in sie verliebt, ein schreckliches Schicksal beschert. Auf dem Pier tummeln sich eine Menge Roboter, die Bean und Elfo in die Enge treiben. Bean schreit sie an, dass sie keine Magie hat, und in diesem Moment schießt ein Blitz aus ihren Fingern und zerstört den ganzen Ort. Zøg spielt weiter verrückt. |           |                                                   |                                                |                                     |                                                             |
| 26 | 6         | Eine tiefgründige Affäre                          | Last Splash                                    | Lauren MacLullan & Jeff Myers       | Deanna MacLellan & Michael Saikin                           |
| Elfo und Bean wollen fliehen, aber Elfo erinnert Bean an ein Mitglied der Freakshow: Mora. Sie retten sie aus ihrem Panzer und entkommen mit Moras Hilfe nur knapp auf einem Dampfschiff. Auf dem Weg dorthin beginnt Elfo eine merkwürdige Beziehung zu dem Dampfschiff, während Bean Mora, der Meerjungfrau, ihre Gefühle für andere Menschen offenbart, während sie einander immer näher kommen. Sie machen eine Bruchlandung auf der Meerjungfraueninsel, wo Mora Bean ihrer Familie vorstellt, und sie verbringen eine romantische Nacht miteinander. Am nächsten Tag wacht Bean auf, und da sie Moras Halskette nicht findet, glaubt sie, dass alles, was am Vortag passiert ist, ein Traum war, und geht mit Elfo über den Strand. Die letzte Einstellung der Folge zeigt die Kette, die an den Strand gespült wird und bestätigt, dass das Erlebnis mit Mora echt war. |           |                                                   |                                                |                                     |                                                             |
| 27 | 7         | Die Monde zum Himmel                              | Bad Moon Rising                                | Dwayne Carey-Hill                   | Liz Elverenli                                               |
| Bean kehrt nach Dreamland zurück und ist verzweifelt über ihre Zeit mit Mora. Sie glaubt immer noch, dass es eine Halluzination war, blickt aber liebevoll darauf zurück. Oona, die nach Dreamland zurückgekehrt ist, um Dereks missglückter Hochzeit beizuwohnen, tröstet sie und glaubt ihr insgeheim, dass die Begegnung mit der Meerjungfrau echt war. Später hört Bean, wie Odval und die anderen Mitglieder des königlichen Rates ein Komplott gegen Zøg schmieden, so wie sie es mit seinem Bruder Yøg getan haben. Sie erzählt Oona von ihren jüngsten Entdeckungen (die am Boden zerstört ist, da Yøg die Liebe ihres Lebens war), und die beiden tun sich zusammen, um ihren Plan zu vereiteln, während sie Luci und Elfo auffordern, eine Armee aufzustellen, um das Königreich zu schützen. Luci und Elfo bilden die fast unfähigen Stadtbewohner zu gut ausgebildeten Soldaten aus, aber die Armee wird aufgelöst, nachdem sie gesehen haben, wie Elfo bei Vollmond ein Ritual mit Trixy und den Trogs durchführt, bei dem sie ihnen den nackten Hintern versohlen. Der Plan von Oona und Bean geht nach hinten los und sie werden als das entlarvt, was sie wirklich sind. Als Zøg in den Keller kommt, sieht er sie nackt und spioniert Odval aus und gerät weiter in eine Abwärtsspirale, was von Anfang an der Plan des Rates war. |           |                                                   |                                                |                                     |                                                             |
| 28 | 8         | Das Sparschwein                                   | Hey, Pig Spender                               | Brian Sheesley                      | Abe Groening                                                |
| Prinz Merkimer ist deprimiert, seit zu Beginn der ersten Staffel sein Körper mit dem eines Schweins vertauscht wurde. Währenddessen beginnt ein furchterregendes, mit Blättern und Schlamm bedecktes Monster, die ärmeren Dorfbewohner am Rande von Dreamland zu terrorisieren. Bean geht der Sache nach und stellt fest, dass es sich um Merkimers Körper mit dem Gehirn eines Schweins handelt. Sie geben vor, dass es Merkimer ist, während Schwein Merkimer für sie spricht, und bringen ihn zu seinen Eltern nach Bentwood zurück, in der Hoffnung, Geld und Waffen zu bekommen. Doch Merkimer beschließt, seinen Status als Prinz aufzuwerten, ist aber traurig zu erfahren, dass sich niemand, nicht einmal seine Eltern, um ihn kümmert. Der menschliche Merkimer offenbart, dass er Intelligenz entwickelt und Bentwood übernommen hat, und versucht, Bean, Lucy und Elfo in Geld zu ertränken, nachdem Schwein Merkimer sich ihm angeschlossen hat. Schwein Merkimer fühlt sich schlecht und rettet sie, tötet den menschlichen Merkimer, und die vier kehren mit dem Geld, das Elfo verschluckt hat, und den Pfeilen, die auf sie geschossen wurden, nach Dreamland zurück. |           |                                                   |                                                |                                     |                                                             |
| 29 | 9         | Der wahnsinnige König                             | The Madness of King Zøg                        | Edmund Fong                         | Patric M. Verrone                                           |
| Zøg wird in der Irrenanstalt des Schlosses eingesperrt und beginnt, Kauderwelsch zu sprechen. Bean überredet Odval, sie mit ihrem Vater sprechen zu lassen, und es gelingt ihr, zu ihm durchzudringen, aber später, nach einem Besuch des Geistes von Dagmar, flieht er und irrt verwirrt durch die Stadt. Bean folgt ihm und findet ihn schließlich in einem Laden, wo er eine Bauchrednerpuppe kauft. Er beginnt, in Rätseln und Beleidigungen durch die Puppe zu sprechen, und nur Bean kann wirklich verstehen, was er sagt. Als eine grüne Rauchwolke über einer nahe gelegenen Bergkette aufsteigt, macht sich das Königreich Sorgen. Bean bittet Zøg um Rat und er bereitet sie auf den bevorstehenden Angriff vor. Doch Zøgs Zustand scheint sich weiter zu verschlechtern. Elfo gibt zu, dass er glaubt, dass Bean sich nur einbildet, dass das, was die Puppe sagt, tatsächlich Hinweise sind, und dass Bean das Königreich allein regiert. Nachdem sie ein letztes Mal mit Zøg gesprochen hat, stellt Bean fest, dass sogar er weiß, wie schlimm sein Wahnsinn geworden ist, und bittet darum, weggeschickt zu werden, damit er sich erholen kann. Bean schickt ihn mit Chazzzzz an einen unbekannten Ort. |           |                                                   |                                                |                                     |                                                             |
| 30 | 10        | Beans Abstieg                                     | Bean Falls Down                                | Ira Sherak                          | Jameel Saleem                                               |
| Prinzessin Bean wird zur Königin gekrönt, nachdem Zøg für untauglich befunden wurde, König zu sein, und zur Behandlung mit Chazzzzz weggebracht wird. Der geheimnisvolle grüne Rauch erreicht das Schloss und entpuppt sich als Big Jo und sein weniger bekannter Assistent Porky, die wiedergutmachen wollen, was sie Bean, Elfo und Luci angetan haben. Bean misstraut dem Exorzisten, obwohl er behauptet, sich verändert zu haben, und sperrt ihn in einen Kerker, sehr zum Ärger von Odval, der mit Big Jo zusammenarbeiten wollte. Kurz darauf tauchen Oger auf, die Elfo wollen, der ihren Prinzen geblendet hat, aber entgegen dem Wunsch aller anderen überlässt sie ihnen Elfo nicht und wehrt sie stattdessen ab, indem sie den gesamten Alkohol des Königreichs auf sie kippt. Bean, Elfo und Luci stellen fest, dass sie mit der ganzen Horde von Ogern allein nicht fertig werden und verstecken sich in der geheimen Bibliothek. Elfo, dem klar ist, dass die Oger bald kommen und ihn (und den Rest des Königreichs und auch Bean) töten werden, opfert sich – sehr zum Entsetzen von Bean – den Ogern, die ihn mitnehmen, anstatt ihn zu töten. Dagmar kommt in einem geheimen Aufzug an, der mit der geheimen Bibliothek verbunden ist. Luci versucht, sie zu retten, wird aber von den Aufzugstüren geköpft und stirbt. Dagmar bringt Bean in die Hölle, wo sie einen geheimnisvollen Mann heiratet, der Satan ähnelt. Luci wacht auf und findet sich im Himmel mit Jerry und Gott wieder, sehr zu seiner Bestürzung.                       |           |                                                   |                                                |                                     |                                                             |
| Teil 4 |           |                                                   |                                                |                                     |                                                             |
| 31 | 1         | Liebe ist die Hölle                               | Love Is Hell                                   | Crystal Chesney-Thompson & Ed Tadem | Bill Odenkirk                                               |
| Bean kommt mit Dagmar in der Hölle an und versucht, eine Heirat zwischen ihr und Satan zu arrangieren, aber sie will das nicht und versucht zu fliehen. Luci schluchzt, während er im Himmel festsitzt. Bean spricht mit Lucis Kopf, während die Unterirdischen versuchen, den Rest von Lucis Körper mit dem „heiligen Glibber“ wieder zum Leben zu erwecken. Währenddessen versuchen die Elfen, die Macht in Dreamland an sich zu reißen. Elfo, der von Ogern gefangen gehalten wird, versucht zu entkommen. Bean versucht, Satan dazu zu bringen, sie nicht zu mögen und die Hochzeit zu verhindern, wobei ihr ein wiederauferstandener Jerry und Luci helfen, aus der Hölle zu fliehen. |           |                                                   |                                                |                                     |                                                             |
| 32 | 2         | Der mit dem Oger tanzt                            | The Good, The Bad, and the Bum-Bum             | Raymie Muzquiz                      | Jamie Angell                                                |
| Bean, Luci und Jerry kommen mit einem Aufzug aus der Hölle in Steamland an, wo Bean von Alva Antworten verlangt. Elfo wird von den Ogern herumgeschleust und erfährt ein Familiengeheimnis. Bean und Jerry stehlen Alvas Luftschiff, um nach Dreamland zurückzukehren. Alfos Vater, Pops, erzählt Elfo eine Familiengeschichte. Elfos Oger-Bruder fordert ihn zu einem Duell auf Leben und Tod heraus. Bean und Jerry bringen Elfo in das Luftschiff auf dem Weg nach Dreamland. |           |                                                   |                                                |                                     |                                                             |
| 33 | 3         | Das Cabinet des Dr. Chazz                         | The Cabinet of Dr. Chazzzzz                    | Jeff Myers                          | Liz Suggs                                                   |
| König Zøg kommt in die Irrenanstalt Twinkleton und hat seine erste Therapiesitzung. Zøg gesteht seinem Mitinsassen Giggles, dass er seine Familie vermisst und greift den Therapeuten an, nachdem dieser erklärt hat, dass Zøg für immer dort bleiben wird. Elfo benutzt die Steuerung, um das Lachende Pferd ins Innere des Luftschiffs zu ziehen und ärgert damit Bean. Zøg gräbt sich einen Weg nach draußen und entkommt aus der Anstalt, dann wird er Mönch in einem Kloster. Bean kehrt mit Elfo, Luci, Lachendem Pferd und Jerry nach Dreamland zurück, aber das Luftschiff wird abgeschossen, während sie in einer Gondel entkommen. Zøg hat eine Erleuchtung, verlässt das Kloster und trifft Vip und Vap. Bean und die anderen landen mit ihrer Rettungskapsel in der Nähe einer Höhle. |           |                                                   |                                                |                                     |                                                             |
| 34 | 4         | Ein Schrat kommt selten allein                    | Goon Baby Goon                                 | Brian Sheesley                      | Patric M. Verrone                                           |
| Bean, Elfo, Luci, Laughing Horse und Jerry kehren nach Dreamland zurück, das von einer Armee von Schlägern übernommen wurde. Bean, Elfo, Luci und Jerry schleichen sich in das Schloss ein. Sie entwickeln eine Strategie, um Dagmar abzusetzen, wobei Luci Bean Tipps gibt, wie sie Dagmar zur Rede stellen kann. Sie findet heraus, dass Cloyd und Becky das Dreamland regieren, und nachdem Bean sie herausgefordert hat, werden sie, Elfo und Luci buchstäblich in den Kerker geworfen. Zøg rettet sie mit der Hilfe von Vip und Vap, und sie versuchen, den Thron zurückzuerobern, während sie von den Menschenversuchen erfahren, die Cloyd und Becky durchführen. Das Volk von Dreamland stellt sich auf Jerrys Seite und vertreibt Cloyd und Becky, während Bean versucht, sich um Zøg zu kümmern, der bei dem Kampf mit Cloyd einen Kratzer am Arm erlitten hat. |           |                                                   |                                                |                                     |                                                             |
| 35 | 5         | Das Getrappel kleiner Füße                        | The Pitter-Patter of Little Feet               | Edmund Fong                         | Bill Odenkirk & Josh Weinstein                              |
| Bean schießt eine Rettungskapsel des Luftschiffs ab, aber Becky und Cloyd waren nicht drin. Bean und Zøg einigen sich darauf, dass sie sich den Herrscherthron von Dreamland teilen werden. Sorcerio erweckt Freckles, Zøgs Therapiepuppe, zum Leben. Zøg plant eine Parade für den nächsten Morgen, während Freckles das geheime Elfentreffen ausspioniert. Er versucht, Zog und Bean auseinanderzubringen, indem er mit einem Comedy-Braten beginnt, wobei Freckles mit Becky und Cloyd zusammenarbeitet. Freckles geht die verdrängten Erinnerungen von Zog durch. Zøg, Bean, Elfo und Luci arbeiten zusammen, um Becky, Cloyd und Freckles zu finden. Eine Verfolgungsjagd beginnt in den Tunneln unter der Erde. |           |                                                   |                                                |                                     |                                                             |
| 36 | 6         | Trogs und Parasiten: Alles, was Sie wissen müssen | What to Expect When You’re Expecting Parasites | Ira Sherak                          | Jameel Saleem                                               |
| Bean geht mit Luci und Elfo ins Wasser, um ihren Vater zu retten. Bean schwimmt unter Wasser, in der Hoffnung, Luci, Zøg und Elfo zu finden, die unter Wasser gezogen wurden. Sie findet einen Teil des Schlosses unter Wasser. Dort erfährt sie, dass das Schloss die Heimat der Seetrøgs ist. Während Zøg, Luci und Elfo mit dem Reichtum der Trøgs einverstanden sind, hat Bean das Gefühl, dass sie die Trøgs ausnutzen, um für die Taten ihrer Vorfahren zu büßen. Bean findet ein schreckliches Geheimnis über das Unterwasserkönigreich heraus. Oona kommt mit ihrem Piratenschiff, um sie zu retten. Mora rettet Bean, kurz bevor sie ertrinkt, und gibt ihr die Kette zurück. Doch Mora verschwindet, bevor Bean wieder aufwacht. |           |                                                   |                                                |                                     |                                                             |
| 37 | 7         | Die unerträgliche Helligkeit des Scheins          | The Unbearable Lightning of Bean               | Peter Avanzino                      | Adam Briggs                                                 |
| Zøg, Luci, Elfo und Oona freuen sich, dass Bean lebt, während sie sich wehrt, weil sie nicht weiß, wer sie gerettet hat. Zøg klagt darüber, wie einsam er ist, und Bean gesteht, dass sie verliebt ist, woraufhin sie ein Gespräch über Romantik und Liebe führen. Zøg nimmt sich Beans Rat zu Herzen und sagt ihr, sie solle ihren eigenen Rat befolgen. Ein Luftschiff aus Steamland versucht, Wild aus dem Wald zu fangen. Zøg geht weiter durch den Wald, während Bean an den Strand geht, um über Mora „hinwegzukommen“. Zøg geht durch den Wald und versteckt sich in einer Höhle vor dem Regen, später trifft er auf Ursula. Bean geht mit Elfo und Luci auf eine Reise und sie fallen in eine versteckte Bucht. Bean hat eine Rückblende auf den Kampf in der Bucht. Zøg verbindet sich mit Ursula und dem Kind, von dem er nicht wusste, dass er es hat, Jasper. Die Forscher versuchen, Zøgs Kind zu fangen, spießen aber schließlich seine Zigarre auf und brennen dabei einen Teil des Waldes ab. |           |                                                   |                                                |                                     |                                                             |
| 38 | 8         | Spion & Spion & Spion                             | Spy Vs. Spy Vs. Spy                            | Crystal Chesney-Thompson & Ed Tadem | Jamie Angell & Patric M. Verrone                            |
| Bean versucht, eine bessere Königin zu werden, und lässt die Menschen zu sich kommen, in der Hoffnung, dass sie ihre Probleme lösen können. Die Elfen bitten Bean um Hilfe. Später hat Bean einen Albtraum, in dem Mora ihr sagt, sie solle aufwachen. Am nächsten Tag bittet sie Luci und Elfo um Rat. Die Elfen planen, das Schloss zurückzuerobern und ein geheimes Treffen abzuhalten. Sie entdecken Elfo dort und schicken ihn als Spion gegen die Trøgs los. Währenddessen hat Bean weiterhin Albträume. Die Trogs nehmen Elfo gefangen und planen, ihn zu töten, während die Elfen den Angriff vorbereiten. Nachdem Elfo Jasper und Derek ermutigt hat, ihre Differenzen zu überwinden, werfen sie ihn in die Tunnel hinunter. Leavo macht eine schockierende Entdeckung, während sich die Trøgs und Elfen in den Tunneln gegenüberstehen. |           |                                                   |                                                |                                     |                                                             |
| 39 | 9         | Das Mädchen, das durch den Traum sprang           | The Goo-Bye Girl                               | Jeff Myers                          | Abe Groening, Bill Odenkirk & Michael Saikin                |
| Elfo findet etwas über Trøgs und Elfen heraus. Bean hat immer wieder Albträume und versucht herauszufinden, was sie bedeuten. Die Trøgs und Elfen legen ihre Waffen nieder. Jasper und Derek werden in die Schule gebracht. Luci findet die geheime Comicsammlung des Königs. Luci und Bean arbeiten zusammen, um Elfo vor den Trøgs zu retten, die Elfo eine Kostprobe des Goo geben wollen, bis Bean Luci wegstößt und ihn „giftig“ nennt. Bean versucht, Elfo zu finden und die Trøgs davon abzuhalten, ihn zu verletzen. Luci schnappt sich das Glas mit dem Glibber und hilft Bean und Elfo zu entkommen. Derek, Freckles und Jasper geraten in eine Konfrontation mit einer Gruppe von Straßenschlägern. Derek tötet versehentlich einen der Rüpel und fühlt sich deswegen schuldig. Freckles überredet Derek, Snarla und Jasper, die Stadt gemeinsam zu verlassen. Bean trinkt am Ende den Goo, der heimlich von den Trøgs eingesteckt wurde, und schläft ein. In ihrem Traum jagt sie Dagmar hinterher. Bean holt sie ein und stellt fest, dass sie nicht Dagmar in ihren Träumen verfolgt hat, sondern Bean selbst. |           |                                                   |                                                |                                     |                                                             |
| 40 | 10        | Das doppelte Beanchen                             | Bean Falls Apart                               | Edmund Fong                         | Rich Fulcher, Jameel Saleem, Matt Groening & Josh Weinstein |
| Bean konfrontiert ihre Traumversion von sich selbst, „Bad Bean“, mit Hilfe ihrer Freunde. Bean versucht, die böse Version von sich selbst in ihren Träumen zu töten. Odval und Zøg machen sich auf die Suche nach Derek, Jasper und Freckles. Die Elfen und Trøgs haben ihr erstes gemeinsames Treffen, bei dem sie ihr Wissen miteinander teilen. Einer der Trøgs sagt, dass Bean Dagmar nur mit Hilfe des Glibbers besiegen kann. Freckles bringt Derek und Jasper nach Steamland. Bean arbeitet mit ihrer Doppelgängerin, um ihre magischen elektrischen Kräfte zu verbessern. Bad Bean übernimmt Beans Körper. Zøg und Odval kommen nach Steamland, um Derek und Jasper zu retten, doch dann wird Zøg bewusstlos und Odval, Jasper, Sommersprosse, Ursula und Derek werden zur neuen Zirkusattraktion von Steamland. Elfo und die anderen überreden Luci, Bean aus dem Traum zu retten. Die böse Bean wird getötet, dann muss Bean gegen Dagmar und Satan antreten, wobei Dagmar Bean in den Ozean stößt. Bean wird von Mora gerettet und sie küssen sich unter Wasser in einer liebevollen Umarmung. In einer Post-Credit-Szene sitzt Dagmar mit Satan und dem abgetrennten Kopf von Bad Bean auf dem Thron und blickt dann lächelnd ins Publikum. |           |                                                   |                                                |                                     |                                                             |
| Teil 3 wurde am 15. Januar 2021 und Teil 4 am 9. Februar 2022 bei Netflix veröffentlicht. |           |                                                   |                                                |                                     |                                                             |

### Staffel 3 (Teil 5)
| Nr. (ges.)                                                    | Nr. (St.) | Deutscher Titel              | Originaltitel                             | Regie                    | Drehbuch          |
| ------------------------------------------------------------- | --------- | ---------------------------- | ----------------------------------------- | ------------------------ | ----------------- |
| 41                                                            | 1         | Kopflos                      | Heads or Tails                            | Peter Avanzino           | Jean Ansolabehere |
| 42                                                            | 2         | Ein Fisch auf dem Trockenen  | Fish Out of Water                         | Crystal Chesney-Thompson | Bill Odenkirk     |
| 43                                                            | 3         | Electric Ladyland            | Electric Ladyland                         | Jeff Myers               | Josh Weinstein    |
| 44                                                            | 4         | Der Körperköder              | I Hear Your Noggin, But You Can’t Come In | Ira Sherak               | Jamie Angell      |
| 45                                                            | 5         | Wer hat auf Elfo geschossen? | Who Shot Elfo?                            | Dwayne Carey-Hill        | Michael Saikin    |
| 46                                                            | 6         | Hausgemachte Blitze          | The Stience of Homemade Lightning         | Andrew Han               | Joanne Lee        |
| 47                                                            | 7         | Schocktherapie               | Gimme Gimme Shock Treatment               | Crystal Chesney-Thompson | Jameel Saleem     |
| 48                                                            | 8         | Die Schlacht am Wasserfall   | The Battle of Falling Water               | Jeff Myers               | Josh Weinstein    |
| 49                                                            | 9         | Dunkelheit bricht herein     | Darkness Falls                            | Ira Sherak               | Josh Weinstein    |
| 50                                                            | 10        | Auf Wiedersehen, Bean        | Goodbye Bean                              | Dwayne Carey-Hill        | Matt Groening     |
| Teil 5 wurde am 1. September 2023 bei Netflix veröffentlicht. |           |                              |                                           |                          |                   |

## Merkmale

### Zeichenstil
Der Zeichenstil von Disenchantment erinnert an Die Simpsons und Futurama. In allen drei Serien weisen die Figuren ähnliche anatomische Merkmale auf: Der Unterkiefer ist sehr kurz, die Augen sind groß und hervorstehend. Matt Groening, der Schöpfer der drei Serien, führt die Eigenheiten auf sich selbst zurück: „Egal, was ich zeichne, immer kommen Glubschaugen und Überbiss heraus.“ Selbst das Planet-Express-Raumschiff (in der Serie Futurama) habe einen Überbiss.
Im Gegensatz zu Groenings früheren Serien verfügen die menschlichen Figuren in Disenchantment über fünf statt vier Finger und Zehen.

### Cliffhanger
Die Episoden haben den Charakter von Fortsetzungsgeschichten und enden, anders als bei Groenings vorherigen Serien üblich, oft mit einem Cliffhanger.

## Kritiken
„[…] Disenchantment reiht sich wunderbar als alleinstehende Comedy Serie ein zwischen ihre Vorgänger und präsentiert auf ähnlich charmante Art Gesellschaftskritik, Humor und gewohnt witzige Abenteuer und Charaktere. Zugegeben, wir bekommen keine ‚Simpsons‘, wir bekommen auch kein ‚Futurama‘, wir bekommen was gänzlich neues.“

„[…] Die einzelnen Folgen behandeln weniger die große Geschichte als viel mehr sketchartige Ausflüge in die verschiedenen Settings des Genres. Immer dann, wenn es irgendwie nötig ist, wird die Haupthandlung wieder hervorgeholt – doch das wirkt bisweilen eher willkürlich und kommt für den Zuschauer überraschend. […]
Das große und allgegenwärtige Überthema Selbstfindung und Identität wird immer wieder angerissen, aber selten konsequent zu Ende geführt. Zu oft verlaufen sich genau diese Gedanken im Nichts. Und das, obwohl Bean als rebellische Prinzessin auf Selbstsuche oder der sich hinterfragende Elfo durchaus den Background mitbringen, zumindest ein paar schlaue Antworten darauf zu liefern.“